# Astrid Sandvik
Astrid Olsdatter Sandvik (* 1. Oktober 1939 in Oslo) ist eine ehemalige norwegische Skirennläuferin.

## Biografie
Sandvik vertrat dreimal ihr Land bei Olympischen Winterspielen: 1956 in Cortina d’Ampezzo, 1960 in Squaw Valley und 1964 in Innsbruck. Bestes Resultat war dabei 1956 ein sechster Platz im Slalom. Zudem erreichte sie zwei vierte Plätze im Slalom bei den Weltmeisterschaften 1958 und 1962 sowie einen sechsten Platz in der Abfahrt 1958. Bei den in ihrer Heimatstadt Oslo ausgetragenen Holmenkollen-Kandahar-Rennen gelangen ihr von 1961 bis 1963 sieben Siege. Zudem wurde sie von 1958 bis 1963 viermal norwegische Meisterin, dreimal im Slalom und einmal im Riesenslalom.
1963 wurde Sandvik zusammen mit Alewtina Koltschina, Pawel Koltschin und Torbjørn Yggeseth mit der Holmenkollen-Medaille ausgezeichnet. Sie ist nur eine von neun nicht-nordischen Skisportlern seit 1895, der diese Ehrung zuteilwurde.

## Erfolge

### Olympische Winterspiele
- Cortina d’Ampezzo 1956: 6. Slalom, 22. Riesenslalom, 27. Abfahrt
- Squaw Valley 1960: 19. Riesenslalom, 36. Slalom, 37. Abfahrt
- Innsbruck 1964: 21. Riesenslalom

### Weltmeisterschaften
- Bad Gastein 1958: 4. Slalom, 6. Abfahrt, 7. Kombination, 17. Riesenslalom[1]
- Chamonix 1962: 4. Slalom, 17. Riesenslalom[2]

### Norwegische Meisterschaften
Vierfache norwegische Meisterin:
- 3× Slalom (1958, 1960, 1963)
- 1× Riesenslalom (1963)